# سقط جنین در کالیفرنیا
سقط جنین در کالیفرنیا تا زمان زنده‌مانی جنین قانونی است. تا سال ۱۹۰۰ ممنوعیت سقط جنین وجود داشت و تا سال ۱۹۵۰ سقط جنین برای یک زن جرم محسوب می‌شد. در سال ۱۹۶۲، مؤسسه حقوقی آمریکا نمونه قانون مجازات خود را منتشر کرد که در مورد سقط جنین اعمال می‌شد. البته در این قانون یک پزشک می‌تواند به‌طور موجهی سقط جنین را انجام دهد، و کالیفرنیا نسخه‌ای از این قانون را پذیرفت. در سال ۲۰۰۲، کالیفرنیا قانونی را تصویب کرد که به زنان حق سقط جنین «قبل از زنده‌مانی جنین، یا زمانی که سقط جنین برای محافظت از زندگی یا سلامت زن ضروری است» را تضمین می‌کند. در سال ۲۰۲۲، رای‌دهندگان کالیفرنیا با اکثریت قاطع پیشنهاد ۱ کالیفرنیا ۲۰۲۲ را تأیید کردند که قانون اساسی کالیفرنیا را اصلاح کرد تا صریحاً از حق سقط جنین و جلوگیری از بارداری با اختلاف ۳۳٫۷۶٪ محافظت کند.
در پاسخ به مراکز بارداری بحرانی (CPC) که اطلاعات گمراه کننده و نادرست را به زنان باردار ارائه می‌دهند، قانونگذار کالیفرنیا قانون تولید مثل (آزادی، مسئولیت پذیری، مراقبت جامع و شفافیت) (AB-755) را تصویب کرد، که CPCها را ملزم به ارسال اعلامیه‌های مشهود کرد که گزینه‌های دیگر برای بارداری، از جمله سقط جنین و استفاده از کلینیک‌های تحت حمایت دولت در دسترس است. همچنین موظف شد که مراکز غیرمجاز، اخطاریه وضعیت بدون مجوز خود را اعلام کنند. این مراکز که معمولاً توسط گروه‌های غیرانتفاعی مسیحی اداره می‌شوند، این عمل را به دلیل نقض حق آزادی بیان آنها به چالش کشیدند. کالیفرنیا به متخصصان سلامت غیرپزشک واجد شرایط، مانند دستیاران پزشک، پرستاران، و ماماهای پرستار مجاز اجازه می‌دهد تا سقط جنین خلأ سه‌ماهه اول را انجام دهند و برای سقط‌های پزشکی دارو تجویز کنند. از سال ۱۹۶۹ تعدادی پرونده مرتبط با سقط جنین در دادگاه عالی کالیفرنیا، دادگاه‌های استیناف کالیفرنیا و دادگاه منطقه ای ایالات متحده برای ناحیه جنوبی کالیفرنیا وجود داشته‌است.
در کالیفرنیا در نتیجه سقط جنین غیرقانونی مرگ و میر وجود داشته‌است، از جمله ۳۵ مورد در سال‌های ۱۹۶۶ و ۱۹۶۷، ۲۲ مورد در سال‌های ۱۹۶۸ و ۱۹۶۹ و یک مورد بین سال‌های ۱۹۷۲ و ۱۹۷۴. کالیفرنیا از بودجه خود برای پوشش تمام سقط جنین‌های «از نظر پزشکی ضروری» استفاده می‌کند که توسط زنان کم درآمد تحت مدیکید انجام می‌شود. ۸۸۴۶۶ مورد در سال ۲۰۱۰ توسط ایالت تأمین شد.
کالیفرنیا یک جامعه فعال حقوق سقط جنین دارد. انجمن سقط جنین انسانی در سال ۱۹۶۳ در سانفرانسیسکو تأسیس شد. مردم کالیفرنیا در اعتراضات #StopTheBans در ماه مه ۲۰۱۹، از جمله در اعتراضات در سانفرانسیسکو و لس آنجلس، شرکت کردند. همچنین یک جامعه فعال ضد حقوق سقط جنین وجود دارد. پت بون اعلام کرد که آهنگی با عنوان «شانزده هزار چهره» در مورد رسوایی دفع جنین در لس آنجلس در می ۱۹۸۵ ترانه ای ضبط کرده‌است. اولین پیاده‌روی برای زندگی در سحل غربی در ۲۲ ژانویه ۲۰۰۵ برگزار شد. تعدادی از اعمال خشونت‌آمیز علیه حقوق سقط جنین نیز در این ایالت رخ داده‌است، از جمله تلاش برای بمب‌گذاری در ژوئیه ۱۹۸۷، آتش‌سوزی در کلینیک‌ها در اواخر دهه ۱۹۸۰ و اوایل دهه ۱۹۹۰، و یک اقدام خشونت‌آمیز در سانفرانسیسکو در فوریه ۱۹۹۵.

## تاریخچه
در ۳۱ مه ۲۰۱۹، گاوین نیوسام، فرماندار دموکرات، اعلامیه‌ای صادر کرد که در آن قوانین سقط جنین کالیفرنیا را توضیح می‌داد و زنان ایالتی را که به دنبال محدود کردن توانایی یک زن برای سقط جنین هستند تشویق کرد تا در صورت نیاز برای سقط به کالیفرنیا بیایند. در بخشی از این بیانیه آمده‌است: «کالیفرنیا به حمایت از برابری و آزادی زنان با حفاظت از آزادی باروری آنها، آموزش مردم کالیفرنیا در مورد حقوق خود برای آزادی باروری، استقبال از زنان در کالیفرنیا برای استفاده کامل از حقوق باروری خود، و عمل به عنوان الگویی برای سایر ایالت‌ها ادامه خواهد داد. که می‌خواهند آزادی کامل باروری را برای زنان تضمین کنند.»

### تاریخچه قانونگذاری
در قرن نوزدهم، سقط جنین توسط قانونگذاران ایالتی ممنوع شد. در سال ۱۹۵۰، قانونگذار ایالتی قانونی را تصویب کرد که بر اساس آن زنی که سقط جنین انجام داده یا فعالانه به دنبال سقط جنین بوده‌است، صرف نظر از اینکه آیا آن را انجام داده‌است، مرتکب یک جرم جنایی شده‌است.
در سال ۲۰۰۲، قانونگذار ایالتی کالیفرنیا قانونی را تصویب کرد که گفت: «ایالت نمی‌تواند حق انتخاب یا سقط جنین را قبل از زنده ماندن جنین، یا زمانی که سقط جنین برای محافظت از زندگی یا سلامت ضروری است انکار کند یا در آن دخالت کند.» این ایالت یکی از ده ایالتی بود که در سال ۲۰۰۷ دارای رضایت آگاهانه مرسوم برای سقط جنین بود. هر مرکز بهداشتی دارای مجوزی که خدمات مراقبتی مرتبط با بارداری را ارائه می‌دهد، ملزم به ارسال اطلاعیه‌ای است که در آن آمده‌است: «کالیفرنیا برنامه‌های عمومی دارد که دسترسی فوری رایگان یا کم‌هزینه به خدمات جامع تنظیم خانواده (شامل همه روش‌های پیشگیری از بارداری تأیید شده توسط FDA)، قبل از تولد ارائه می‌کند. همچنین برنامه مراقبت و سقط جنین برای زنان واجد شرایط.» قانون مقرراتی را تعیین کرد که در آن این اطلاعیه قرار بود درج شود و در صورت عدم رعایت تسهیلات، جریمه‌های مدنی تعیین شد. این قانون از مراکز بدون مجوزی که خدمات خاصی را در رابطه با بارداری ارائه می‌دادند می‌خواست تا اخطاریه بدین شرح ارسال کنند: «این مرکز به عنوان یک مرکز پزشکی توسط ایالت کالیفرنیا مجوز ندارد و هیچ ارائه‌دهنده پزشکی دارای مجوزی که ارائه یا نظارت مستقیم بر ارائه همه خدماتی که هدف اصلی آنها ارائه خدمات مرتبط با بارداری است ارائه می‌کند، ندارد.»
از سال ۲۰۱۷، کالیفرنیا، اورگان، مونتانا، ورمونت و نیوهمپشایر به متخصصان سلامت غیرپزشک واجد شرایط، مانند دستیاران پزشک، پزشکان پرستار و ماماهای پرستار دارای گواهی، اجازه می‌دهند تا سقط‌های خلأ سه‌ماهه اول را انجام دهند و داروهایی را برای سقط جنین پزشکی تجویز کنند. در اوت ۲۰۱۸، ایالت قانونی برای حمایت از حق سقط جنین داشت. از ۱۴ مه ۲۰۱۹، دولت سقط جنین را پس از زنده‌مانی جنین (معمولاً بین هفته‌های ۲۴ و ۲۶) ممنوع کرده‌است. این دوره از استانداردی استفاده می‌کند که توسط دادگاه عالی ایالات متحده در سال ۱۹۹۲ تعریف شده‌است.

### تاریخچه کلینیک

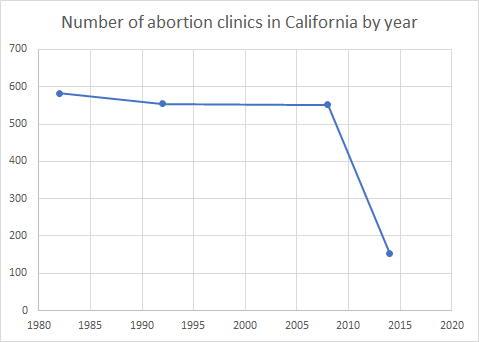
تعداد کلینیک‌های سقط جنین در کالیفرنیا بر اساس سال

بین سال‌های ۱۹۸۲ و ۱۹۹۲، تعداد کلینیک‌های سقط جنین در ایالت ۲۹ مورد کاهش یافت و از ۵۸۳ در سال ۱۹۸۲ به ۵۵۴ در سال ۱۹۹۲ رسید در بازه زمانی بین سال‌های ۱۹۹۲ تا ۱۹۹۶، ایالت رتبه اول را در از دست دادن تعداد کلینیک‌های سقط جنین داشت و ۶۲ کلینیک از دست داد و در مجموع ۴۹۲ کلینیک در سال ۱۹۹۶ داشت. در سال ۲۰۰۸، ایالت‌هایی که بیشترین ارائه دهندگان را داشتند، کالیفرنیا با ۵۲۲ و نیویورک با ۲۴۹ مورد بودند. در سال ۲۰۱۴، ۱۵۲ کلینیک سقط جنین در این ایالت وجود داشت. در سال ۲۰۱۴، ۴۳ درصد از شهرستان‌های این ایالت کلینیک سقط جنین نداشتند. در آن سال، ۵ درصد از زنان ۱۵ تا ۴۴ ساله ایالت در شهرهای بدون کلینیک سقط جنین زندگی می‌کردند. در مارس ۲۰۱۶، ۱۱۴ کلینیک فرزندپروری تنظیم‌شده در ایالت وجود داشت. در سال ۲۰۱۷، ۱۱۰ کلینیک فرزندپروری تنظیم‌شده وجود داشت که از این تعداد ۹۳ کلینیک خدمات سقط جنین ارائه می‌کردند، در ایالتی با جمعیت ۹٬۳۸۴٬۵۲۶ زن ۱۵ تا ۴۹ ساله.

## آمار
۵۰۳۰ سقط درمانی در سال ۱۹۶۸ و ۱۵۳۳۹ در سال ۱۹۶۹ و بیش از ۶۰۰۰۰ در سال ۱۹۷۰ وجود داشت در سال ۱۹۹۰، ۳۹۴۹۰۰۰ زن در ایالت با خطر حاملگی ناخواسته مواجه شدند. آلاسکا، کالیفرنیا و نیوهمپشایر به‌طور داوطلبانه اطلاعات مربوط به سقط جنین را در سال ۲۰۰۰ به مرکز کنترل بیماری ارائه نکردند، و سال بعد نیز هیچ داده‌ای ارائه نکردند. در سال ۲۰۱۴، ۵۷ درصد از بزرگسالان در نظرسنجی مرکز تحقیقات پیو گفتند که سقط جنین باید قانونی باشد و ۳۸ درصد گفتند که در همه یا بیشتر موارد باید غیرقانونی باشد. در سال ۲۰۱۷، نرخ مرگ و میر نوزادان در این ایالت ۴٫۲ مرگ و میر در هر ۱۰۰۰ تولد زنده بود.
| محل                                                                                      | اقامتگاه | اقامتگاه     | اقامتگاه | وقوع    | وقوع         | وقوع   | درصد به دست آمده توسط ساکنان خارج از ایالت | سال  | مرجع   |
| ---------------------------------------------------------------------------------------- | -------- | ------------ | -------- | ------- | ------------ | ------ | ------------------------------------------ | ---- | ------ |
| محل                                                                                      | خیر      | امتیاز دهید^ | نسبت^^   | خیر     | امتیاز دهید^ | نسبت^^ | درصد به دست آمده توسط ساکنان خارج از ایالت | سال  | مرجع   |
| کالیفرنیا                                                                                |          |              |          | ۵۱۸     |              | ۹٫۲    |                                            | ۱۹۶۷ | [ ۲۳ ] |
| کالیفرنیا                                                                                |          |              |          | ۵٬۰۳۱   |              | ۱۴٫۸   |                                            | ۱۹۶۸ | [ ۱۲ ] |
| کالیفرنیا                                                                                |          |              |          | ۱۵٬۳۳۹  |              | ۴۳٫۵   |                                            | ۱۹۶۹ | [ ۱۲ ] |
| کالیفرنیا                                                                                |          |              |          | ۳۰۴٬۲۳۰ | ۴۲٫۱         |        |                                            | ۱۹۹۲ | [ ۲۴ ] |
| کالیفرنیا                                                                                |          |              |          | ۲۴۰٬۲۴۰ | ۳۳٫۴         |        |                                            | ۱۹۹۵ | [ ۲۴ ] |
| کالیفرنیا                                                                                |          |              |          | ۲۳۷٬۸۳۰ | ۳۳           |        |                                            | ۱۹۹۶ | [ ۲۴ ] |
| ^ تعداد سقط جنین به ازای هر ۱۰۰۰ زن ۱۵ تا ۴۴ ساله؛ ^^تعداد سقط جنین در هر ۱۰۰۰ تولد زنده |          |              |          |         |              |        |                                            |      |        |

| سن         | توزیع درصد | توزیع درصد | توزیع درصد   | نسبت به هر ۱۰۰۰ تولد زنده | نسبت به هر ۱۰۰۰ تولد زنده | نسبت به هر ۱۰۰۰ تولد زنده |
| ---------- | ---------- | ---------- | ------------ | ------------------------- | ------------------------- | ------------------------- |
| سن         | ۱۹۶۷       | ۱۹۶۸       | ۱۹۶۹         | ۱۹۶۷                      | ۱۹۶۸                      | ۱۹۶۹                      |
| جمع        | ۱۰0 (518)  | ۱۰0 (5031) | ۱۰۰ (۱۵٬۳۳۹) | ۹٫۲                       | ۱۴٫۸                      | ۴۳٫۵                      |
| ۱۰–۱۴      | ۵٫۸        | ۳٫۶        | ۲٫۲          | º                         | º                         | º                         |
| ۱۵–۱۹      | ۲۳٫۲       | ۲۵٫۵       | ۲۹٫۹         | ۱۲٫۳                      | ۲۲٫۲                      | ۷۸٫۲                      |
| ۲۰–۲۴      | ۲۳٫۴       | ۲۷٫۱       | ۳۱٫۸         | ۵٫۷                       | ۱۰٫۶                      | ۳۶٫۶                      |
| ۲۵–۲۹      | ۱۶٫۴       | ۱۷٫۲       | ۱۵٫۷         | ۶٫۱                       | ۹٫۸                       | ۲۵٫۲                      |
| ۳۰–۳۴      | ۱۴٫۷       | ۱۱٫۶       | ۱۰٫۱         | ۱۰٫۹                      | ۱۴٫۴                      | ۳۷                        |
| ۳۵–۳۹      | ۱۰٫۲       | ۱۰         | ۷            | ۱۶                        | ۲۷٫۷                      | ۶۰٫۷                      |
| ۴۰–۴۴      | ۵٫۸        | ۴٫۳        | ۲٫۷          | ۳۱٫۴                      | ۴۲٫۶                      | ۸۸٫۸                      |
| ۴۵–۴۹      | ۰٫۶        | ۰٫۵        | ۰٫۳          | º                         | º                         | º                         |
| گزارش نشده | -          | ۰٫۲        | ۰٫۱          | º                         | º                         | º                         |

| تقسیم‌بندی و ایالت سرشماری | عدد       | عدد       | عدد       | نرخ  | نرخ  | نرخ  | درصد تغییر ۱۹۹۲–۱۹۹۶ |
| ------------------------- | --------- | --------- | --------- | ---- | ---- | ---- | -------------------- |
| تقسیم‌بندی و ایالت سرشماری | ۱۹۹۲      | ۱۹۹۵      | ۱۹۹۶      | ۱۹۹۲ | ۱۹۹۵ | ۱۹۹۶ | درصد تغییر ۱۹۹۲–۱۹۹۶ |
| توتال آمریکا              | ۱٬۵۲۸٬۹۳۰ | ۱٬۳۶۳٬۶۹۰ | ۱٬۳۶۵٬۷۳۰ | ۲۵٫۹ | ۲۲٫۹ | ۲۲٫۹ | -۱۲                  |
| صلح جو                    | ۳۶۸٬۰۴۰   | ۲۹۰٬۵۲۰   | ۲۸۸۱۹۰    | ۳۸٫۷ | ۳۰٫۵ | ۳۰٫۱ | -۲۲                  |
| آلاسکا                    | ۲٬۳۷۰     | ۱۹۹۰      | ۲۰۴۰      | ۱۶٫۵ | ۱۴٫۲ | ۱۴٫۶ | -۱۱                  |
| کالیفرنیا                 | ۳۰۴٬۲۳۰   | ۲۴۰٬۲۴۰   | ۲۳۷٬۸۳۰   | ۴۲٫۱ | ۳۳٫۴ | ۳۳   | -۲۲                  |
| هاوایی                    | ۱۲۱۹۰     | ۷۵۱۰      | ۶۹۳۰      | ۴۶   | ۲۹٫۳ | ۲۷٫۳ | -۴۱                  |
| اورگان                    | ۱۶۰۶۰     | ۱۵۵۹۰     | ۱۵۰۵۰     | ۲۳٫۹ | ۲۲٫۶ | ۲۱٫۶ | -۱۰                  |
| واشینگتن                  | ۳۳٬۱۹۰    | ۲۵٬۱۹۰    | ۲۶٬۳۴۰    | ۲۷٫۷ | ۲۰٫۲ | ۲۰٫۹ | -۲۴                  |

| حوزه آماری           | # سقط جنین (۱۹۶۷–۱۹۶۹) | درصد سقط جنین (۱۹۶۷–۱۹۶۹) | نسبت به هر ۱۰۰۰ تولد زنده | نسبت به هر ۱۰۰۰ تولد زنده | نسبت به هر ۱۰۰۰ تولد زنده | نسبت به هر ۱۰۰۰ تولد زنده |
| -------------------- | ---------------------- | ------------------------- | ------------------------- | ------------------------- | ------------------------- | ------------------------- |
| حوزه آماری           | # سقط جنین (۱۹۶۷–۱۹۶۹) | درصد سقط جنین (۱۹۶۷–۱۹۶۹) | ۱۹۶۷–۱۹۶۹                 | ۱۹۶۷                      | ۱۹۶۸                      | ۱۹۶۹                      |
| کالیفرنیا            | ۲۰۸۸۸                  | ۱۰۰                       | ۲۲٫۸                      | ۹٫۲                       | ۱۴٫۸                      | ۴۳٫۵                      |
| ساحل شمالی           | ۱۵                     | ۰٫۱                       | ۲٫۴                       | ۲٫۲                       | ۲٫۲                       | ۲٫۷                       |
| دره ساکرامنتو        | ۱۳۷۳                   | ۶٫۶                       | ۳۱                        | ۷٫۹                       | ۱۷٫۸                      | ۶۶٫۵                      |
| کوهستان              | ۸۵                     | ۰٫۴                       | ۶٫۵                       | ۳٫۴                       | ۳٫۶                       | ۱۲٫۳                      |
| خلیج سانفرانسیسکو    | ۱۲۵۶۸                  | ۶۰٫۲                      | ۶۲٫۱                      | ۲۶٫۵                      | ۴۲٫۷                      | ۱۱۵٫۴                     |
| ساحل مرکزی           | ۳۳۷                    | ۱٫۶                       | ۱۵٫۶                      | ۴٫۷                       | ۷٫۸                       | ۳۳٫۸                      |
| دره سن خواکین        | ۴۲۹                    | ۲٫۱                       | ۵٫۳                       | ۱٫۸                       | ۳٫۳                       | ۱۰٫۹                      |
| سانتا باربارا-ونتورا | ۶۷۷                    | ۳٫۲                       | ۲۴                        | ۸٫۴                       | ۱۵٫۷                      | ۴۶٫۱                      |
| متروپولیتن لس آنجلس  | ۴۰۶۰                   | ۱۹٫۴                      | ۱۰٫۲                      | ۴٫۵                       | ۶٫۵                       | ۱۹٫۱                      |
| متروپولیتن سن دیگو   | ۹۶۰                    | ۴٫۶                       | ۱۴٫۸                      | ۳                         | ۵٫۷                       | ۳۳٫۸                      |
| جنوب شرقی            | ۳۸۴                    | ۱٫۸                       | ۶٫۷                       | ۱٫۸                       | ۴٫۵                       | ۱۳٫۳                      |

## مرگ و میر و جراحات غیرقانونی سقط جنین
در سال‌های ۱۹۶۶ و ۱۹۶۷، ۳۵ مورد مرگ غیرقانونی سقط جنین وجود داشت. این میزان در بازه زمانی بین سال‌های ۱۹۶۸ تا ۱۹۶۹ که ۲۲ مورد فوتی داشتند، ۳۵ درصد کاهش یافت. در سال ۱۹۶۸، ۷۰۱ زن به تنهایی برای سقط جنین سپتیک در یکی از بیمارستان‌های لس آنجلس بستری شدند که نسبت سقط جنین سپتیک به تولد زنده تقریباً ۱ به ۱۴ بود در دوره بین سالهای ۱۹۷۲ و ۱۹۷۴، تنها یک مورد مرگ غیرقانونی سقط جنین در کالیفرنیا وجود داشت.

## تأمین مالی سقط جنین
هفده ایالت، از جمله کالیفرنیا، از منابع مالی خود برای پوشش تمام یا بیشتر سقط جنین‌های «از نظر پزشکی ضروری» که توسط زنان کم درآمد تحت مدیکید درخواست می‌شود، استفاده می‌کنند، که سیزده مورد از آنها طبق دستور دادگاه ایالتی ملزم به انجام این کار است. در سال ۲۰۱۰، این ایالت دارای ۸۸۴۶۶ سقط جنین با بودجه عمومی بود که از این تعداد ۸۸۴۶۶ مورد با بودجه ایالتی بود.

## مذهب و شخصیت‌های مذهبی
در سال ۱۹۹۰، جان کاردینال اوکانر از نیویورک پیشنهاد کرد که با حمایت از حقوق سقط جنین، سیاستمداران کاتولیک که طرفدار انتخاب بودند در معرض خطر تکفیر قرار می‌گیرند. پاسخ سیاستمداران طرفدار کاتولیک به اظهارات اوکانر به‌طور کلی سرکشی بود. نانسی پلوسی، نماینده کنگره گفت: «هیچ تمایلی برای جنگ با کاردینال‌ها یا اسقف اعظم وجود ندارد. اما باید روشن باشد که ما مقامات منتخب هستیم و از قانون حمایت می‌کنیم و از مناصب عمومی مستقلاً و جدا از مذهب کاتولیک خود حمایت می‌کنیم.»
سیاستمدارانی که در چنین جنجال‌هایی هدف قرار گرفته‌اند عبارتند از: لوسی کیلیا، ماریو کومو، جان کری، رودی جولیانی، و جو بایدن.

## اعتراضات

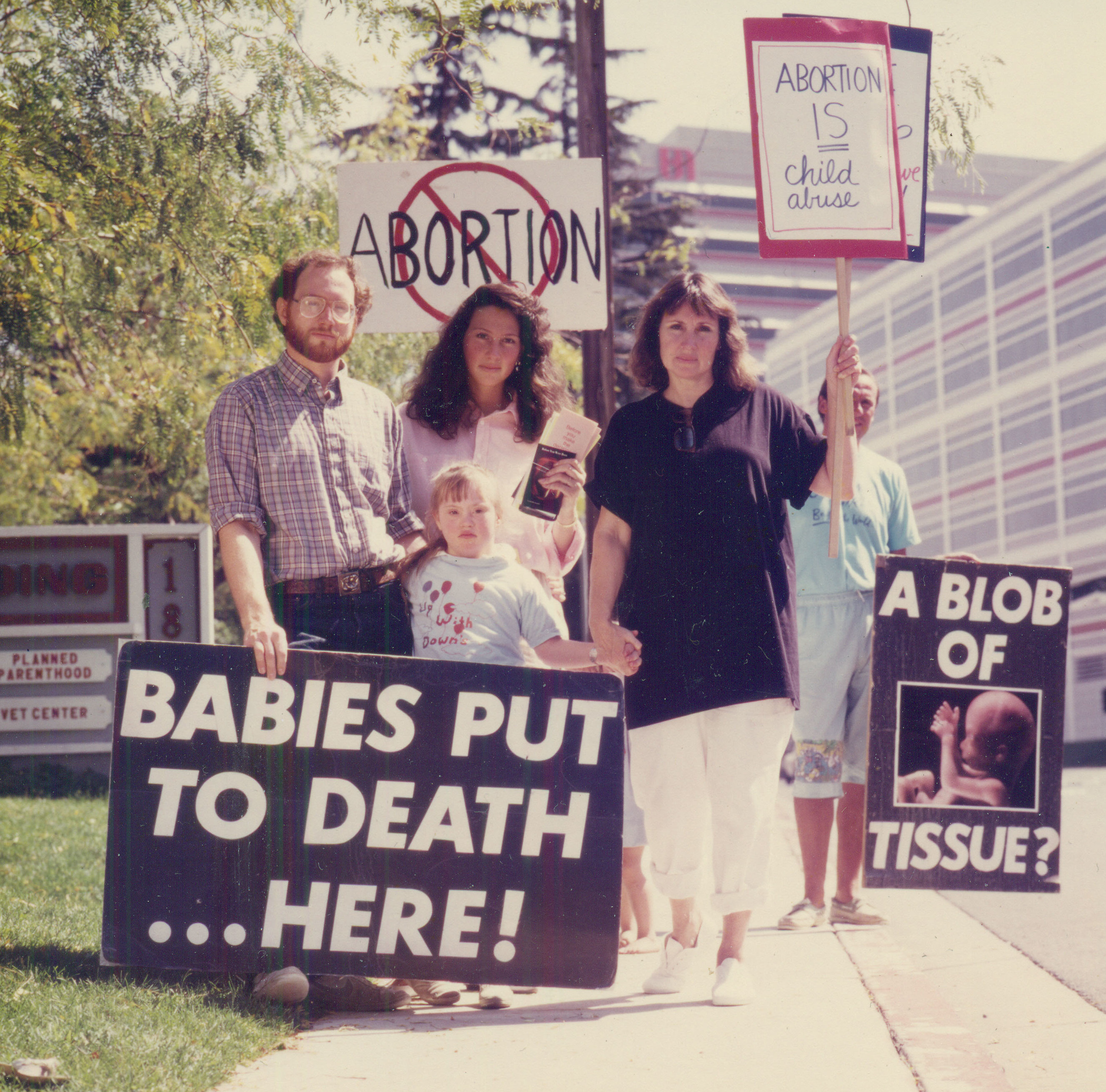
اعتراض خارج از کلینیک در منطقه خلیج، ۱۹۸۶

جنبش #StopTheBans در پاسخ به تصویب قانونی ۶ ایالت در اوایل سال ۲۰۱۹ ایجاد شد که تقریباً به‌طور کامل سقط جنین را غیرقانونی می‌کرد. زنان می‌خواستند به این فعالیت اعتراض کنند. بسیاری از زنان در تظاهراتی که در سانفرانسیسکو در خارج از تالار شهر برگزار شد، لباس قرمز پوشیدند که به زنان در داستان ندیمه مارگارت اتوود اشاره داشت . زنان همچنین در لس آنجلس در اعتراض کردند.
اولین پیاده‌روی برای زندگی در ۲۲ ژانویه ۲۰۰۵ برگزار شد. چندین هزار معترض (به گفته سازمان دهندگان، ۷۰۰۰ نفر) در مرکز شهر در جاستین هرمان پلازا جمع شدند و ۲٫۵ مایل از طریق اسکله به سمت مارینا گرین راهپیمایی کردند.